# Елісон Шеппард
Елісон Шеппард (англ. Alison Sheppard, 5 листопада 1972) — британська плавчиня.
Учасниця Олімпійських Ігор 1988, 1992, 1996, 2000, 2004 років.
Призерка Чемпіонату світу з водних видів спорту 2001 року.
Чемпіонка світу з плавання на короткій воді 1999 року, призерка 2000, 2002 років.
Призерка Чемпіонату Європи з водних видів спорту 1999 року.
Чемпіонка Європи з плавання на короткій воді 2002, 2003 років, призерка 1998, 1999, 2000 років.
Переможниця Ігор Співдружності 2002 року, призерка 1998 року.